# Miantochora fletcheri
Miantochora fletcheri är en fjärilsart som beskrevs av Claude Herbulot 1954. Miantochora fletcheri ingår i släktet Miantochora och familjen mätare. Inga underarter finns listade i Catalogue of Life.